# Parafia św. Róży z Limy w Dawydiwce
Parafia św. Róży z Limy w Dawydiwce – parafia rzymskokatolicka terytorialnie i administracyjnie znajdująca się w archidiecezji lwowskiej, w dekanacie Czerniowce. W parafii posługują księża archidiecezjalni. Według stanu na marzec 2024 proboszczem parafii był ks. Roman Łysak.